# Vera Baltz
Vera Aleksandrovna Baltz (em russo) Вера Александровна Бальц; São Petersburgo, 3 de agosto de 1866 – Syktyvkar, 8 de julho de 1943) foi uma geóloga, agrônoma e pesquisadora russa.
Vera foi uma das primeiras mulheres cientistas dedicadas ao estudo do solo no país, cujo trabalho foi depois perseguido pelas autoridades soviéticas.

## Biografia
Vera nasceu em 1866, em São Petersburgo. Em 1882, se formou com a medalha de ouro por excelência nos estudos pelo ginásio feminino da cidade. Falava fluentemente russo, alemão, francês e inglês. Em 1894, sua família se mudou para Varsóvia, onde seu pai, o general A.F. Balts (1841–1899), alto oficial do exército imperial, foi deslocado para comandar uma nova divisão.
Versa estudou na Escola Tenishevsky, instituição de ensino secundário fundada pelo príncipe Vyacheslav Tenishev, em São Petersburgo. Interessando-se por biologia e por ciência do solo, ela acabou conseguindo um cargo de cientista na Academia Soviética de Ciências e no Museu Central do Solo de Dokuchaev. Na década de 1920, ela se tornou diretora do Museu de Ciências do Solo.
Entre 1908 e 1915, Vera ministrou aulas práticas de mineralogia, geologia e ciência do solo nos cursos superiores de agricultura no ginásio feminino de Stebutov em São Petersburgo. Em 1912, ela fez um relatório no Congresso Pan-Russo sobre Educação Feminina. Foi assistente do proeminente cientista russo Konstantin Glinka.
Especialista em estrutura do solo, engenharia geológica e construção de estradas, Vera compareceu a vários encontros, simpósios e congressos de ciência do solo no final da década de 1920. Publicou também vários artigos científicos em revistas renomadas da área na época.

## Prisão
Em dezembro de 1930, Vera foi presa junto de outras pessoas consideradas pelo governo soviético como agitadoras anti-governo. Algumas autoridades pediram sua imediata execução, mas ela acabou sentenciada a cinco anos de trabalhos forçados no campo de prisioneiros de Solovki, onde continuou seus estudos sobre solo. Ela pode participar da expedição da Academia Soviética de Ciências que estudou a tundra e as turfeiras siberianas, perto de Arkhangelsk.
Vera foi libertada da prisão em 1933 devido à sua idade avançada, ainda que o governo tenha estabelecido uma série de restrições e tenha suprimido boa parte de seu trabalho. Vera então se estabeleceu em Arkhangelsk, com sua sobrinha Leontina Arturovna. Eventualmente a família foi obrigada a se mudar para Syktyvkar.

## Morte
Os cartões de alimentação de Leontina foram roubados e assim Vera deu os seus à sobrinha. Vera morreu em 8 de julho de 1943, em Syktyvkar, aos 76 anos, devido à uma miocardite ocasionada pelo longo período de inanição.